# Schwiesau
Schwiesau ist Ortschaft und Ortsteil der Stadt Klötze im Altmarkkreis Salzwedel in Sachsen-Anhalt.

## Geographie
Schwiesau ist ein nach Norden und Osten erweitertes Rundplatzdorf in der Altmark. Es liegt 7 Kilometer östlich von Klötze, unweit der B 71 in Richtung Salzwedel, im Landschaftsschutzgebiet „Zichtauer Berge und Klötzer Forst“. Der Kakerbecker Mühlenbach fließt südwestlich des Ortes nach Norden an der Schwiesauer Heide vorbei in das Naturschutzgebiet Jemmeritzer Moor. Früher wurde das Flüsschen nur Bäke (Bach) genannt.

## Geschichte

### Mittelalter bis Neuzeit
Schwiesau wurde im Jahr 1301 zum ersten Mal urkundlich als Zuisowe erwähnt, als die Markgrafen Otto, Konrad und Johann dem Kloster Neuendorf bisherige Besitzungen des Ritters von Buzt in Schwiesau schenkten.
Im Jahr 1588 wurde die Roggenernte des Orts durch Hagel zerstört. Der Schaden war so groß, dass das benachbarte Amt Klötze, für die im Gebiet des Amtes durch Schwiesau angepachtete Weiden, die Haferpacht in Höhe von 60 Scheffeln erließ.
Weitere Nennungen sind 1494 Swißow, 1543 Schwyssou, 1646 Zwisau, 1687 Schwiesow sowie schließlich 1804 Schwiesau.

### Herkunft des Ortsnamens
Franz Mertens leitet den Namen vom wendischen swestka für Zwetschge ab. Der Ort hieße übersetzt also Zwetschgenplatz. Johannes Schwarz meint, der Name könnte auch von swina für Schwein kommen, also Schweineflur oder Schweineau bedeuten.

### Eingemeindungen
Schwiesau gehörte früher zum Salzwedelischen Kreis der Mark Brandenburg in der Altmark. Danach lag es ab 1807 bis 1810 im Kanton Zichtau auf dem Territorium des napoleonischen Königreichs Westphalen. Ab 1816 gehörte die Gemeinde zum Kreis Gardelegen, dem späteren Landkreis Gardelegen.
Am 25. Juli 1952 wurde die Gemeinde Schwiesau dem Kreis Gardelegen zugeordnet. Seit dem 1. Juli 1994 gehört Schwiesau zum Altmarkkreis Salzwedel.
Durch einen Gebietsänderungsvertrag beschloss der Gemeinderat der Gemeinde Schwiesau am 13. Januar 2009, dass die Gemeinde Schwiesau in die Stadt Klötze eingemeindet wird. Dieser Vertrag wurde vom Landkreis als unterer Kommunalaufsichtsbehörde genehmigt und trat am 1. Januar 2010 in Kraft.
Nach Eingemeindung der bisher selbstständigen Gemeinde Schwiesau wurde Schwiesau Ortsteil der Stadt Klötze. Für die eingemeindete Gemeinde wurde die Ortschaftsverfassung nach den §§ 86 ff. Gemeindeordnung Sachsen-Anhalt eingeführt. In der eingemeindeten Gemeinde und nunmehrigen Ortschaft Schwiesau wurde ein Ortschaftsrat mit drei Mitgliedern einschließlich Ortsbürgermeister gebildet.

### Einwohnerentwicklung

#### Gemeinde
| Jahr | Einwohner |
| ---- | --------- |
| 1734 | 142       |
| 1774 | 158       |
| 1789 | 173       |
| 1798 | 168       |
| 1801 | 168       |
| 1818 | 200       |
| 1840 | 317       |
| 1864 | 441       |
| 1871 | 448       |
| 1885 | 488       |

| Jahr | Einwohner |
| ---- | --------- |
| 1892 | [00]508   |
| 1895 | 521       |
| 1900 | [00]502   |
| 1905 | 506       |
| 1910 | [00]522   |
| 1925 | 519       |
| 1939 | 500       |
| 1946 | 724       |
| 1964 | 512       |
| 1971 | 504       |

| Jahr | Einwohner |
| ---- | --------- |
| 1981 | 452       |
| 1985 | [00]461   |
| 1990 | [00]457   |
| 1993 | 462       |
| 1995 | [00]429   |
| 2000 | [00]400   |
| 2005 | [00]386   |
| 2006 | [00]369   |
| 2008 | [00]355   |
| 2009 | [00]346   |

#### Ortsteil
| Jahr | Einwohner |
| ---- | --------- |
| 2017 | [00]328   |
| 2018 | [00]353   |
| 2020 | [00]318   |
| 2021 | [00]315   |
| 2022 | [0]304    |
| 2023 | [0]310    |

Quelle, wenn nicht angegeben, bis 1993:

## Religion
Die evangelischen Christen der Kirchengemeinde Schwiesau, die früher zur Pfarrei Breitenfeld gehörte, werden heute betreut vom Pfarrbereich Klötze im Kirchenkreis Salzwedel im Propstsprengel Stendal-Magdeburg der Evangelischen Kirche in Mitteldeutschland.

## Politik

### Ortsbürgermeister
Ortsbürgermeister ist Manfred Hille.
Letzter Bürgermeister der Gemeinde war Helmut Fuchs.

### Ortschaftsrat
Bei der Ortschaftsratswahl am 9. Juni 2024 stellte sich die Wählervereinigung „Wir für Schwiesau“ zur Wahl. Sie errang alle 3 Sitze, mit gleicher Besetzung wie im Jahre 2019.
Gewählt wurden eine Frau und zwei Männer. Die Wahlbeteiligung betrug 68,44 Prozent.

### Wappen
Blasonierung: „Im schwarzen, golden flankierten Schild eine steigende, nach links gewendete, golden bekrönte und bezungte silberne Schlange; die Schildflanken belegt mit je einem blühenden roten Mohnstengel.“
Das Wappen wurde vom Heraldiker Uwe Reipert gestaltet.

### Flagge
Die Flagge von Schwiesau ist Schwarz - Weiß - Schwarz gestreift, deren breiterer Mittelstreifen mit dem Wappen der ehemaligen Gemeinde Schwiesau belegt ist.

## Kultur und Sehenswürdigkeiten

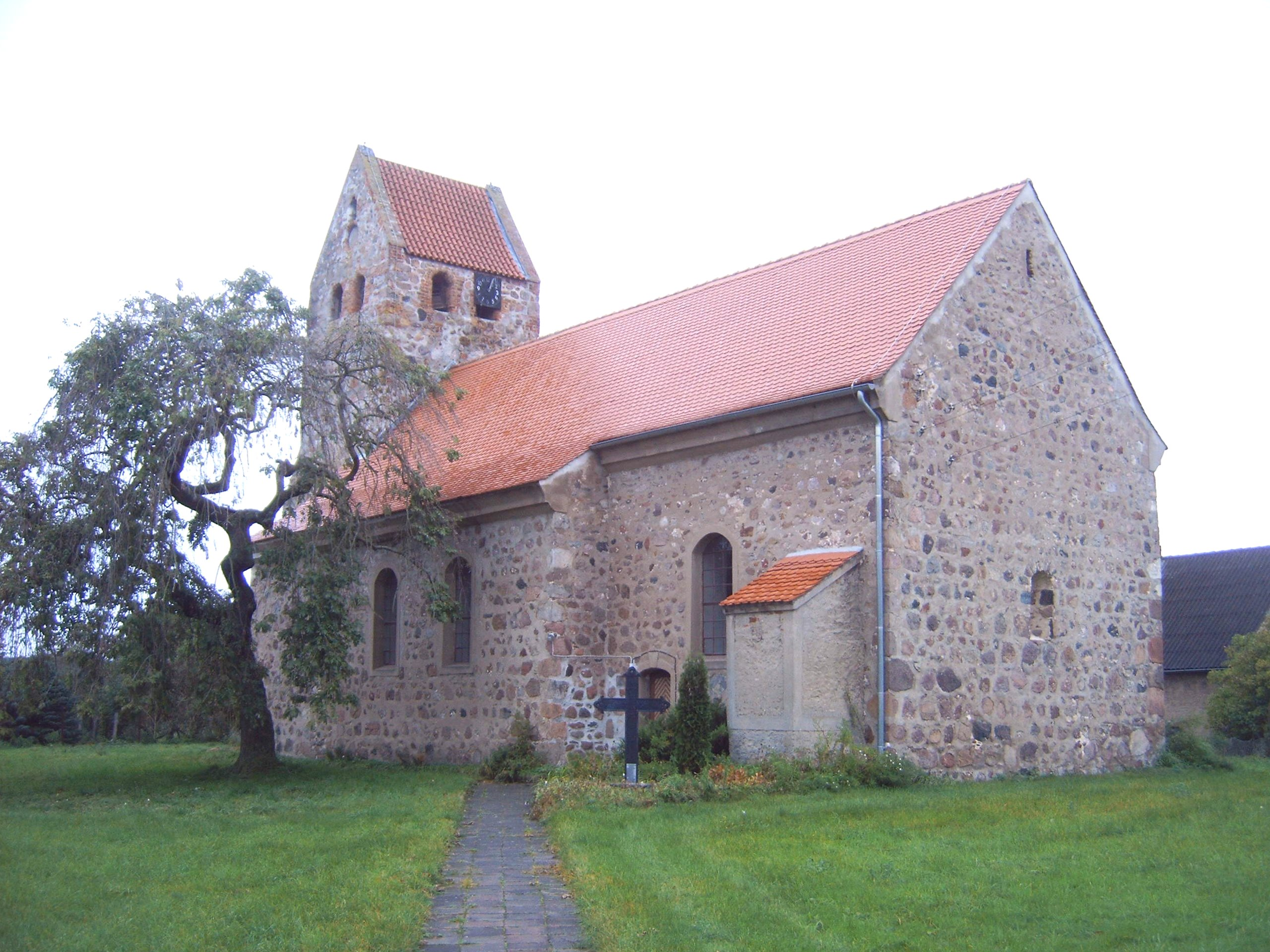
Dorfkirche Schwiesau

### Bauwerke
- Die evangelische Dorfkirche Schwiesau ist ein spätromanischer Feldsteinbau mit eingezogenem rechteckigem Chor.[23]
- Das alte Schulhaus im Stil der Neogotik hat ein Hauptportal aus dem Jahre 1906 mit fünffachem Rücksprung.
- In Schwiesau stehen mehrere Denkmale für die Gefallenen der Kriege 1864–1871 und des Ersten und Zweiten Weltkrieges.[24]
- Der Ortsfriedhof liegt am nordöstlichen Ortsausgang.
- Nördlich der Straße Schwiesau-Klötze steht der „Totschlagstein“, ein Flurdenkmal, von dem eine Sage berichtet.[25]

### Sport
Der Sportverein Schwalbe Schwiesau (von 1951 bis 1990: Traktor Schwiesau) wurde 1920 gegründet. Die 1. Fußball-Herrenmannschaft spielt in der Kreisoberliga Salzwedel.

## Wirtschaft und Infrastruktur
Die Agrargemeinschaft Schwiesau GmbH bewirtschaftet eine Fläche von etwa 750 Hektar, baut Getreide, Raps, Zuckerrüben und Kartoffeln an und betreibt Milchproduktion. Der Betrieb wurde 1991 als Landwirtschaftliche Produktionsgenossenschaft gegründet.